# Pseudepeolus albifrons
Pseudepeolus albifrons är en biart som först beskrevs av Smith 1879.  Pseudepeolus albifrons ingår i släktet Pseudepeolus och familjen långtungebin. Inga underarter finns listade i Catalogue of Life.